# Plaza Echaurren
La Plaza Echaurren es una plaza ubicada en el Barrio Puerto de la ciudad de Valparaíso, Chile. Su nombre actual le fue asignado en 1876, en honor al político e Intendente de la provincia de Valparaíso en 1870, Francisco Echaurren.
Fue la primera plaza de la ciudad, y tuvo un importante rol social y económico durante el período colonial y hasta inicios del siglo XX.
Está dividida en dos partes separadas por las calle Bustamante, que hacia el sur y en dirección a la Plaza Sotomayor cambia su nombre a calle Serrano. El sector de la Plaza Echaurren y la calle Serrano fue declarado Monumento Nacional de Chile en 2001, en la categoría de Zona Típica, como extensión patrimonial del entorno de la Iglesia de La Matriz.

## Historia
Originalmente, el sector donde se encuentra esta plaza estaba en la orilla del Océano Pacífico, en el sector que los changos originarios conocían como valle de Quintil, Ayllamapu o Aliamapa («tierra o país quemado»). Según los registros del historiador Benjamín Vicuña Mackenna, a inicios de septiembre de 1536, al conquistador español Juan de Saavedra, de las huestes de Diego de Almagro, se le encomendó viajar con treinta jinetes desde Cancanicagua (actual San Felipe) hasta este sector, para recibir a la carabela Santiaguillo, único de los tres navíos de abastecimiento que habían conseguido llegar desde el Perú antiguo.

### Plaza de Armas (siglosXVII-inicios delXIX)
La ciudad de Valparaíso se comenzó a formar espontáneamente, como puerto de Santiago, durante la segunda mitad del siglo XVI, en el entorno de la actual Iglesia de La Matriz, conocido como el «corazón del puerto». A solo dos cuadras de la iglesia, se construyó durante el Chile colonial la primera plaza de la ciudad, llamada Plaza de Armas, nombre común que se utiliza como sinónimo de plaza mayor. Esta plaza también funcionó como embarcadero, debido a que el mar llegaba hasta la actual calle Serrano, antiguamente llamada La Planchada. Como todas las plazas que se formaron en los inicios de la ciudad, hasta fines del siglo XIX fue una plaza seca, desprovista de árboles y jardines, que servía como centro neurálgico de intercambio de mercancías que llegaban en carretas desde los campos del interior.

### Plaza del Abasto (años 1820)
Desde fines del siglo XVIII y con la independencia del país en 1810, surgió un extendido mercado callejero en el sector, razón por la cual a la plaza se le rebautizó como Plaza del Abasto. En 1820 zarpó desde este embarcadedro la Expedición Libertadora del Perú.[cita requerida]

### Plaza de la Municipalidad (años 1830-1875)

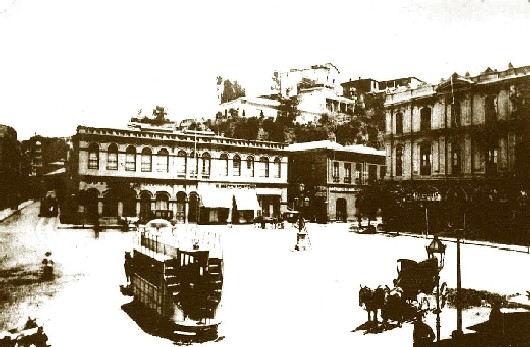
La plaza aún sin vegetación

En 1831, la plaza ya estaba empedrada, si bien, al igual que las otras dos plazas del plan, la Plaza del Arsenal (Aduana) y la Plaza de la Intendencia (Plaza Sotomayor), todavía no tenía adornos ni vegetación.
En 1866, durante la guerra hispano-sudamericana, la escuadra de guerra española bombardeó Valparaíso, destruyendo las instalaciones del Puerto y el Cabildo, e incendiando la plaza y la zona comercial que la rodeaba. Esto aceleró el traslado de la mayor actividad comercial de la ciudad hacia cinco cuadras más al sur por la calle Serrano, alrededor de la Plaza de la Intendencia.
En algún momento, a la plaza también se le conoció como Plaza de la Recova, por poseer una recova del puerto, así como Plaza de la Municipalidad.

### Plaza Echaurren (desde 1876)

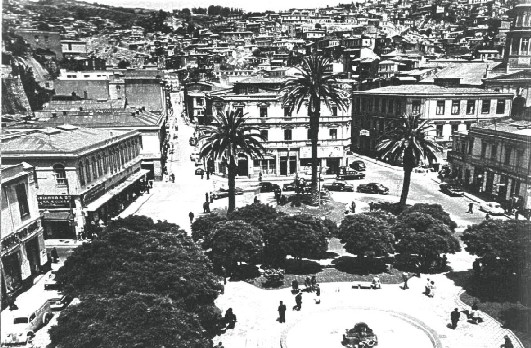
En algún momento antes de su enrejado

Durante la segunda mitad del siglo XIX y primeros años del siglo XX, Valparaíso vivió un importante auge económico, urbanístico y cosmopolita en torno a su creciente Barrio Puerto. Se hicieron rellenos, ganándole espacio al mar, para ampliar el Plan de la ciudad, y alrededor de la plaza se construyeron lujosas viviendas de dos y tres plantas, siguiendo el estilo europeo, algunas de las cuales se conservan hasta hoy.
Ya a fines del siglo XIX, la plaza fue rebautizada como Plaza Echaurren en honor a Francisco Echaurren, Intendente de la provincia de Valparaíso en 1870.
Para 1886, solo contaba con unos cuatro o seis árboles y un pavimento en mal estado. El desaseo y la exposición al sol tenían sus asientos inutilizables. Entonces se anunció un concurso a través de la prensa para solicitar un diseño de jardines para el sector de la plaza comprendido entre las calles Serrano y Cochrane. La remodelación de la plaza se inauguró en agosto de 1889, con retretas de bandas militares. La plaza quedó separada en dos partes por la calle Bustamante. La sección del norte, perfectamente regular, con cincuenta metros cuadrados de superficie, quedó adornada con jardines y una fuente sencilla pero elegante, con adornos de garzas de metal pintadas de blanco y otros animales acuáticos. La sección del sur, de ochenta metros cuadrados, que antes no tenía adornos, quedó transformada en un jardín dividido en cuatro secciones, en una de las cuales había un jarrón de mármol. Se plantaron varios naranjos ya crecidos, palmeras y flores de colores y aromas diversos. También se instalaron nuevos asientos de madera. El perímetro de los jardines se protegió con rejas de fierro, para evitar los reiterados robos de sus plantas, dejando cuatro entradas por las dos esquinas que daban a las calles Cochrane, Arsenal y Serrano. Las calles aledañas se iluminaron con faroles a gas. La nueva plaza fue muy concurrida, y se convirtió en un espacio urbano para paseo y descanso de los transeúntes.
|                            |
| En 1890, por Félix Leblanc |

|                               |
| En 1900, por Harry Grant Olds |

|                  |
| La plaza en 1903 |

|                           |
| Con su perímetro enrejado |

|                             |
| Fuente, faroles, y asientos |

#### Terremoto de 1906 y actualidad

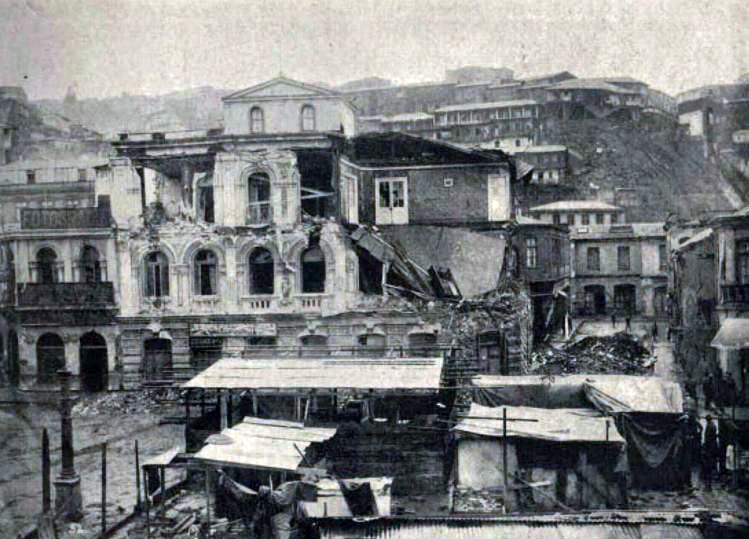
La plaza tras el terremoto de 1906

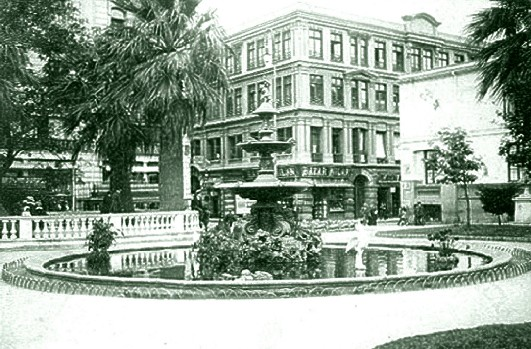
La plaza con balaustradas en lugar de rejas

Tras el terremoto de Valparaíso de 1906, la ciudad quedó destruida. Con el tiempo, la plaza fue restaurada con un diseño radicalmente distinto al original. La modernización de su nuevo jardín acabó en 1941, contando con copones de cactus sobre grandes pedestales y palmeras, y reemplazando sus antiguas rejas de fierro por balaustradas de cemento.

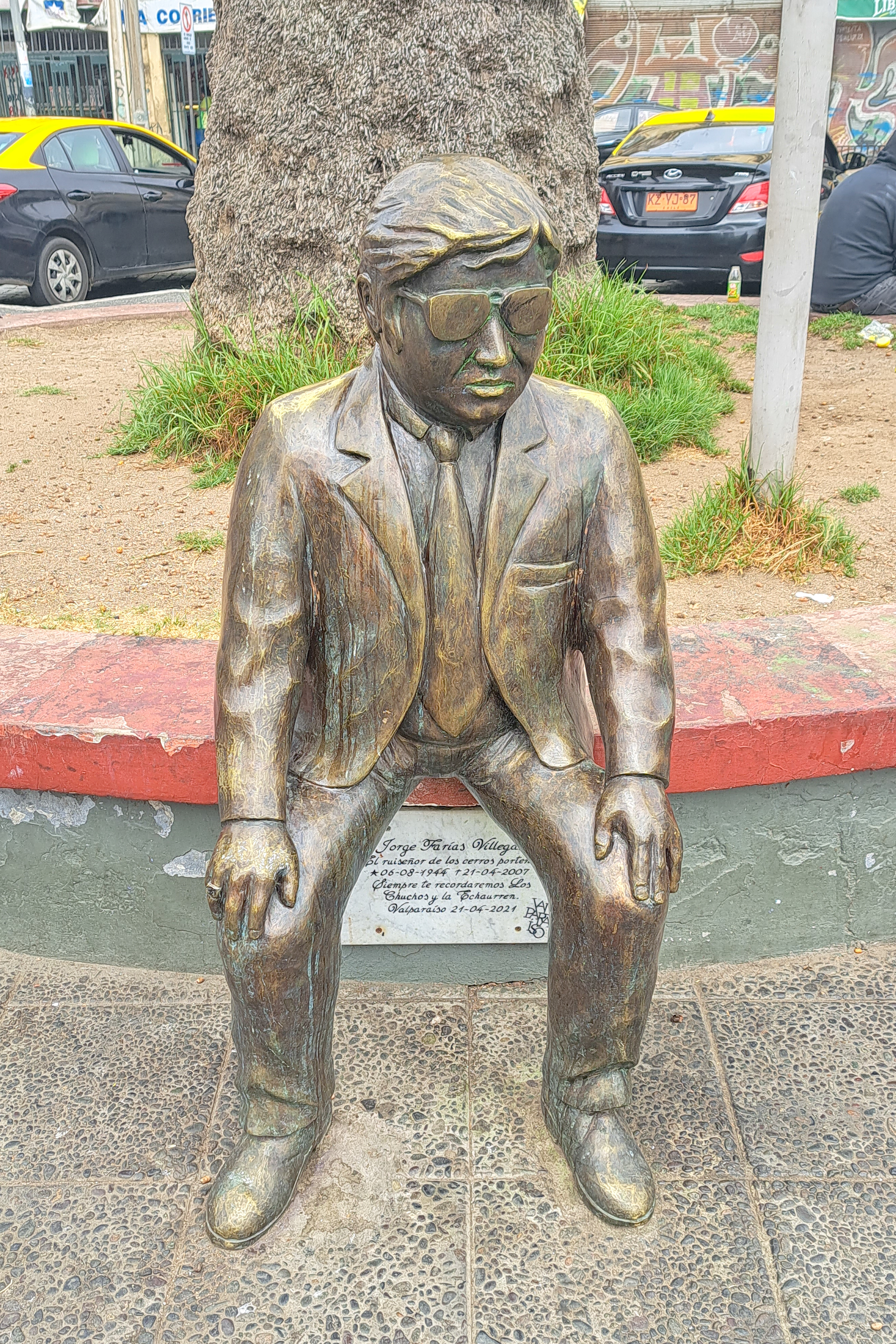
Monumento a Jorge Farías en 2024

Los alrededores de la Plaza Echaurren se convirtieron en uno de los epicentros de la bohemia porteña, con mucha vida nocturna y abundancia de bares, incluyendo el Liberty, fundado en 1897 y ubicado en el Edificio Lynch-Lizardi, frente a la plaza.
En abril de 2008 fue inaugurada en la plaza una estatua en honor al cantor porteño Jorge «Negro» Farías, quien popularizó el vals La joya del Pacífico. En diciembre de 2021, debido al mal estado de la estatua del «Ruiseñor de los cerros porteños», la estatua fue reemplazada por una nueva, esta vez hecha de bronce.